# ستيفن لي اولسن
ستيفن لي اولسن هو مغني كندي، ولد في 25 نوفمبر 1985.

## وصلات خارجية
- ستيفن لي اولسن على موقع ميوزك برينز (الإنجليزية)
- ستيفن لي اولسن على موقع ديسكوغز (الإنجليزية)